# Резерват Кидепо
Резерват Зераф (енгл. Kidepo Game Reserve) је заштићено природно подручје у Јужном Судану у вилајету Источна Екваторија, југозападно од града Капоета у долини реке Кидепо. Захвата повшину од око 1.200 км². Обухвата саванска травна подручја са значајним стаништем птице Pternistis icterorhynchus и слонова.